# Franz Semper
Franz Semper, né le 5 juillet 1997 à Borna, est un joueur allemand de handball, évoluant au poste d'Arrière droit.

## Carrière

### Club
Il joue depuis 2013 pour le SC DHfK Leipzig. En 2014, il a remporté le championnat allemand avec l'équipe junior B. Au cours des deux années suivantes, il remporta également le championnat allemand avec l'équipe junior A. Depuis 2015, il fait partie de l'équipe masculine du SC DHfK Leipzig. Il est nommé pour le All-Star Game 2018. En août 2018, Semper prolonge d'un an son contrat jusqu'en 2019. 

### Équipe nationale
Au Championnat du monde junior 2015 au Brésil, Semper et son équipe remportent la médaille de bronze, marquant 11 buts en 9 matchs de ce tournoi. Un an plus tard, au Championnat d'Europe des moins de 20 ans 2016 au Danemark, il remporte la médaille d'argent. En Algérie, lors de la Coupe du monde des moins de 21 ans en Algérie, il atteint le 4e place avec l'équipe nationale et marque 36 buts en 9 matchs. 
Pour le Championnat d'Europe de handball 2018, il est sélectionné par l'entraîneur Christian Prokop dans la liste prévisionnelles des 28 joueurs. Sa première sélection en équipe nationale a lieu le 12 octobre 2018 pour les qualifications pour le Championnat d'Europe 2020. Il joue son premier match international pour l'équipe senior, le 24 octobre 2018 contre Israël à Wetzlar, où il marque quatre buts.

## Palmarès

### Sélection nationale
- Championnats du monde
  - 4e place au Championnat du monde 2019